# 윤제림
윤제림 (1960년 1월 21일 ~ )은 대한민국의 시인이다. 충청북도 제천에서 태어나 동국대학교 국어국문학과를 졸업하고, 같은 대학교 언론대학원을 졸업하였다. 
1987년 중앙일보 신춘문예 동시 부문에 〈봉구할아버지 커다란 손〉이, 같은 해 《문예중앙》에 시 〈뿌리 깊은 별들을 위하여〉 외 9편이 당선되어 등단했다. ‘21세기 전망’동인으로 활동하고 있다.

## 시집
- 《삼천리호 자전거》 (우경, 1988), (문학동네, 1997) ISBN 89-8281-082-X
- 《황천반점》 (민음사, 1994) ISBN 978-89-374-0569-3
- 《미미의 집》
- 《사랑을 놓치다》 (문학동네, 2001) ISBN 978-89-8281-420-4
- 《그는 걸어서 온다》 (문학동네, 2008) ISBN 978-89-546-0561-8
- 《강가에서》